# Jan Drozd (spisovatel)
Jan Drozd (27. ledna 1914, Bordovice – 15. srpna 2005, Ostrava) byl český spisovatel a literární historik.

## Život

### Mládí
Byl synem malíře a natěrače (který se ale živil zemědělstvím) Jana Drozda a matky Rozálie, rozené Bačové. Od roku 1922 žil s rodiči na Podkarpatské Rusi. V roce 1933 maturoval na učitelském ústavu v Mukačevě a doplňkovou maturitu na gymnáziu v Užhorodu vykonal v roce 1935; po ní učil v zakarpatské obci Kušnice. V roce 1936 nastoupil vojenskou službu, která se v důsledku mobilizace a mnichovských událostí prodloužila do března 1939.

### Učitel
Po vojenské službě učil na měšťanských školách v Hodslavicích a Zubří. Po osvobození se přestěhoval do Nového Bohumína, kde pokračoval v dráze učitele, nejprve na měšťanské škole, později na jedenáctiletce. Při zaměstnání vystudoval filozofickou fakultu Univerzity Palackého (obor čeština a dějepis), promován byl v roce 1959. Učil do roku 1955. Do Ostravy se přestěhoval v roce 1962.

### V Československém rozhlasu Ostrava
V roce 1955 nastoupil Jan Drozd v Ostravě na místo vedoucího literárně-dramatické redakce ostravského studia Čs. rozhlasu. Za počínající normalizace v roce 1970 musel toto místo opustit a byla mu zakázána jakákoli publikační činnost.

### Normalizace
Po propuštění z rozhlasu se od ledna do května 1971 živil jako závozník a poté znovu začal učit jako učitel na základních školách. Do důchodu odešel v červenci 1974. V důchodu se věnoval tvorbě, jeho díla však nebyla publikována, s výjimkou románu Emauzy, vydaného v roce 1970 švýcarským exilovým nakladatelstvím pod pseudonymem Jan Pastor a odvysílaného stanicí Svobodná Evropa.

### Závěr života
Od roku 1990 byla jeho díla opět vydávána. V závěru života se věnoval především zkoumání autorství Slezských písní. Byl pohřben v Ostravě.

### Rodinný život
Jan Drozd byl dvakrát ženat. S první manželkou Marií Stiksovou, učitelkou v Kušnici, s níž se oženil 23. 2. 1939 ve Valašském Meziříčí, měl dceru Šárku (pozdější televizní a rozhlasovou dramaturgyni a scenáristku Šárku Koskovou). Jeho vnučkou je ilustrátorka Galina Miklínová.
Dne 24. března 1962 se oženil s rozhlasovou režisérkou Věrou Pražákovou (* 1928).

## Dílo
Beletristické dílo Jana Drozda má výrazně autobiografické prvky a svou kvalitou přesahuje hranice severomoravského regionu, kterému je převážně věnováno, a ve kterém byl vůdčí osobností. Jan Drozd také zásadně přispěl do diskuse o autorství Slezských písní, obecně připisovaných Petru Bezručovi (vlastním jménem Vladimír Vašek). Zastával totiž názor, že spoluautorem sbírky byl Ondřej Boleslav Petr (1852–1893) a Petr Bezruč byl jejich společný pseudonym.

### Denní tisk a časopisy
První příspěvek zveřejnily Janu Drozdovi Lidové noviny v roce 1943. Publikoval také v Květech, Lidové demokracii, Literárních novinách a dalších masmédiích.

### Knižní vydání v Česku
- Sedláci z Velkého dvora (Román, doslov napsal Evžen Lukeš, Praha, ELK, 1947)
- Odvážný boj (Praha, Státní nakladatelství dětské knihy, 1954)
- Dlouhá noc (karpatská romance, Ostrava, Krajské nakladatelství, 1961 a Československý spisovatel, 1968) Jedná se o upravenou variantu románu z Podkarpatské Rusi Země kvasí; původní verze nemohla v padesátých letech vyjít.[9]
- Po nebezpečných stopách (ilustrace Miloš Urbásek, V Ostravě, Krajské nakladatelství, 1963)
- Švestkový dvůr (ilustrace Anna Grmelová, Ostrava, Profil, 1966)
- Smutek z milování (milostné balady, ilustrace Bohunka Waageová, přebal, vazba a grafická úprava Miroslav Pechánek, Ostrava, Profil, 1990 a Tilia, 2006)
- Člověk pro jeden život (sazba románu dokončeného 1968 byla rozmetána, vydáno Ostrava, Profil, 1991)
- Pohřbívání živých (graf. úprava Věra Kubesová, Opava - Optys, Městský obvod Moravská Ostrava a Přívoz, 1993)
- Pátá dimenze (povídka ze sbírky "Život na hraně", Ve Frenštátě pod Radhoštěm, Muzejní a vlastivědná společnost, 1999)
- Autoři Slezských písní (V Šenově u Ostravy, Tilia, 2003)
- Otevřený dopis vědeckým literárním institucím, aneb, Autoři Slezských písní (V Šenově u Ostravy, Tilia, 2005)
- Smutek z milování : (milostné balady) ; Život na hraně (V Šenově u Ostravy, Tilia, 2006)

### Exilové vydání
- Román Člověk pro jeden život vyšel roku 1970 pod pseudonymem Jan Pastor, s názvem Emauzy v nakladatelství Konfrontace, Curych.[10]

### Rozhlasové adaptace
- V roce 2006 uvedl Český rozhlas stanice Vltava román Člověk pro jeden život. Desetidílnou četbu připravila dcera Šárka Kosková, četl Josef Somr.[11]
- Pro ostravský rozhlas psal pohádky a literární scénáře[8]